# Palo (flamenco)

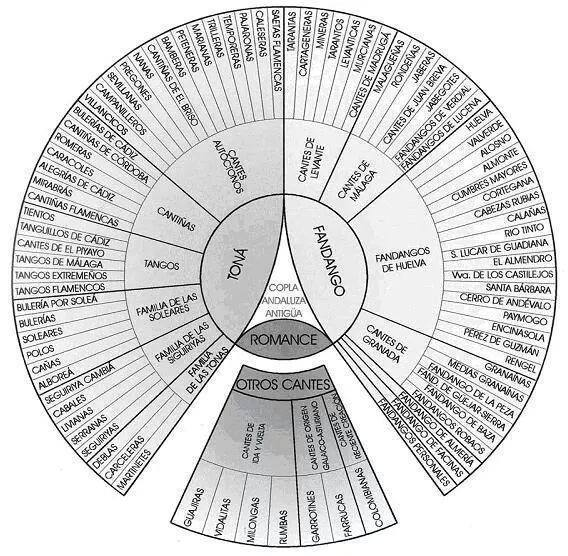
Pali di Flamenco

Nell'ambiente del flamenco, il palo è il nome tradizionalmente dato alle differenti forme musicali che costituiscono la sua eredità musicale. Ogni palo è caratterizzato da una varietà di aspetti musicali come i pattern ritmici, il suo modo, i caratteristici motivi, o il tipo di stanza usata per il testo, e comprende una serie di melodie tradizionali o canzoni, generalmente dette estilos (stili) nel gergo flamenco. Il significato di estilo qui non ha niente a che fare con il comune significato di "stile", come una serie di caratteristiche che definiscono un periodo musicale, una moda, un genere, o la particolare maniera di una artista: esso si riferisce a una particolare composizione o canzone che fu creata nel passato, o anonimamente o attribuita a un particolare cantante, e fu sviluppata da generazioni di cantanti. Canzoni nuovamente composte, non tradizionali o seguenti una forma generica di palo sono di solito anch'esse chiamate con lo stesso nome palo.
Il concetto di palo non deve essere inteso come una rigida categoria musicale. Esso è piuttosto un popolare e qualche volta inconsistente modo di classificare canzoni secondo caratteristiche similari. Per esempio, per determinare se una canzone appartenga a un palo detto Bulerías, solo il ritmo viene preso in considerazione, non il suo modo o stanza. I Fandangos, d'altra parte, includono una varietà di forme in 3/4 o 6/8, ma più tardi esso svilupperà forme "libere" (vale a dire, senza un ritmo determinato). Molti palos includono dozzine di canzoni tradizionali, mentre altre come la serrana soltanto una. Un altro esempio interessante è quello del polo e della caña: essi sono quasi identici e si classificherebbero infatti come variazioni della stessa canzone, ma la tradizione le ha classificate come differenti palos.

## Classificazione dei palos
I Palos sono stati categorizzati in modi diversi, ma il più usuale prende in considerazione una varietà di caratteristiche come ritmo, modo e origine. Questa scelta di caratteristiche non è necessariamente consistente. Secondo la loro tradizionale origine, essi sono spesso classificati secondo uno schema arboreo, di solito in modo non propriamente scientifico ). 

### Cantes a palo seco (a cappella)
Da qualche teoria proposta da Demófilo o Molina e Mairena i Cantes a palo seco (a cappella) rappresentano l'origine del resto delle canzoni flamenco, e sono certamente tra le più vecchie forme musicali documentate del flamenco. Esse contengono palos come le tonás e martinetes. La debla e le carceleras, anche classificate come palos, sono infatti varietà delle Martinetes. Essi sono tradizionalmente considerati di origine Gitana. La trilla è una forma di cante a palo seco, che trae origine dalle canzoni tradizionalmente cantate dai contadini durante il loro lavoro (trilla significa trebbiatura). Un altro importante palo di questo tipo è la Saeta, riservata alle processioni della Settimana Santa. Alcuni artisti del moderno flamenco hanno anche espresso questi stili con accompagnamento strumentale, una pratica che è dileggiata dal pubblico purista. Ad ogni modo, viene frequentemente dichiarato che altri palos, che sono ora suonati con accompagnamento, furono anche suonati a cappella nel passato. Quando le martinetes sono eseguite come sostegno musicale per la danza, sono normalmente accompagnate da un tipo di percussioni della siguiriya, spesso usando martello e incudine per evocare la loro ipotetica origine come cantes de fragua (canzoni dei fabbri).

### Cantes legati alla soleá
Questo gruppo comprende tutte le canzoni suonate con il ritmo della soleá, che segue il seguente modello ritmico:
Il gruppo normalmente include i seguenti palos: soleá, bulerías por soleá (anche chiamate Soleá por bulería), il gruppo delle cantiñas (incluse alegrías, romeras, caracoles, mirabrás ed altre cantiñas), bulerías, caña e polo. Molte di loro sono state tradizionalmente considerate di origine gitana. 
Le bulerías sono un caso particolare di questo gruppo, non essendo vincolato al tipico schema della soleá a 12 beat, ma può anche incorporare sezioni di 6 e 3 beat. I palos caña e polo comprendono solo una canzone ciascuna, essendo molto simili. Essi sono classificati proprio in questo gruppo per il loro accompagnamento, ma la melodia delle canzoni non è veramente relazionata alle canzoni della soleá. 
La classificazione delle bulerías por soleá è problematica. Esse possono essere considerate proprio come un modo di suonare la soleá con un ritmo regolare (invece del solito rubato che spesso si sente nella soleá). Per questa ragione, esso è spesso chiamato "soleá al golpe" (letteralmente, "soleá al colpo"). Altre volte, si usa classificare un sottoinsieme di canzoni tradizionali nel ritmo della soleá. 
Il cosiddetto fandango por soleá è solo un normale fandango dove il suo tradizionale accompagnamento con chitarra è stato rimpiazzato da uno tipico per soleá (con il necessario adattamento del ritmo della canzone). Normalmente è classificato nel gruppo dei fandangos.

### Cantes legati alla seguiriya
I palos di questa classificazione sono: seguiriya, cabales, serrana, livianas, e toná liviana. Sebbene le martinetes e altre tonás sono a volte suonate con percussioni tipiche della seguiriya, esse non sono incluse in questo gruppo. Il solo palo di questo gruppo ad avere una larga varietà di stili è la seguiriya. Il palo delle livianas comprende solo due canzoni, e sia la serrana che la toná liviana una soltanto. Tutti questi palos seguono un modello di 12 beat, con una differente distribuzione degli accenti forti. Ad ogni modo, possiamo anche argomentare che sia lo stesso ritmo della soléa, iniziante da un differente beat:
Infatti, se si inizia il conteggio della soléa sull'ottavo beat, si ottiene uno dei ritmi della seguiriya.

### Cantes derivati dai fandangos
I fandangos, con molte differenti varietà regionali, furono delle danze folcloriche molto popolari in vaste aree della Spagna e dell'America Latina durante il secolo XVIII. Essi furono adottati da tanti musicisti classici come Antonio Soler o Boccherini come basi per le loro composizioni. Sebbene oggigiorno sono spesso suonati come cantes libres, essi furono originariamente cantati e suonati come supporto del ballo omonimo. Quando è suonato con un ritmo regolare, essi seguono un tempo di 3/4 o 6/8. Alla fine del secolo XIX essi trascendono l'ambiente folklorico per diventare di diritto un palo del flamenco. Il gruppo dei fandangos è normalmente sottoclassificato come segue:
- Fandangos di Huelva. Gli stili più tradizionali sono ritmici, ma fin dall'inizio del XX secolo essi sono stati interpretati come cantes libres. Molte creazioni personali di cantanti, chiamati Fandangos personales, sono basati su queste varietà di fandango. La diversificazione dei locali fandangos tradizionali della provincia di Huelva è enorme, ma la città di Huelva e quella di Alosno sono state in special modo prolifiche.
- Fandangos orientali. Originari dell'est dell'Andalusia e della Murcia. Questo sottogruppo è inoltre classificato come:
  - Fandangos abandolaos. Suonati con un tempo regolare di 3/4. Essi includono verdiales, jaberas, rondeñas, fandangos de lucena, antiche malagueñas e altri palos.
  - Cantes libres (con nessun regolare modello ritmico). Questa categoria include le moderne malagueñas, tarantas, cartageneras, cantes de madrugá, minera, murciana, levantica, granaína e "media granaína".
- Fandangos personales. Ogni fandango che non rientra nella tradizione, creati da cantanti più recenti. Fandangos personales erano le canzoni predominanti del flamenco tra gli anni 30 e 50 del XX secolo, e furono più tardi disapprovate dai puristi.

### Cantes legati ai tangos
Il gruppo dei tangos includono molte forme del flamenco con beat inseriti nella misura di 4/4. Essi comprendono tangos, tientos, farruca, garrotín e rumba e tanguillos, più altri palos rari come le marianas. I tientos più lenti, sono forme molto sincopate dei tangos che richiamano il ritmo delle habaneras. Molte melodie tradizionali possono essere suonate sia col tango che con i ritmi del tiento e, abbastanza spesso, i cantanti iniziano con una suite di tientos completandoli con una o più stanze con il ritmo del tango. La farruca e il garrotín erano canzoni folkloriche originarie probabilmente delle Asturie e Catalogna, importate poi dall'Andalusia, dove acquisirono la fisionomia tipica del flamenco.

### Cantes de ida y vuelta (legati all'Ispano-America)
L'espressione spagnola ida y vuelta viene usata per riferirsi a un "viaggio di andata e ritorno". I palos classificati in questo gruppo si suppone siano stati esportati dalla Spagna al Nuovo Mondo e in modo particolare a Cuba, dove avrebbero acquisito influenze indiane e negre, per poi essere nuovamente reimportate in Andalusia col ritorno dei suoi emigranti. Questi palos includono guajiras, vidalitas, milongas, e colombianas.

### Altri palos
I cantanti di flamenco spesso cantano diversi tipi di canzoni folcloriche, dando loro caratteristiche tipiche del flamenco. Spesso molte di queste canzoni non vengono considerate, nella fattispecie, come flamenco, sebbene siano state da lungo tempo incorporate nel loro repertorio (dagli artisti del flamenco). Esse includono palos come sevillanas, nanas ("ninnananne"), bambera, zambras, zorongo o campanilleros.